# Aleksander Pociej (wojewoda trocki)
Aleksander Pociej (Pociey) herbu Waga (zm. 1770) – wojewoda trocki od 1742, kasztelan trocki w latach 1740–1742, kasztelan witebski w latach 1739–1740, podczaszy litewski 1724–1739, marszałek Trybunału Głównego Wielkiego Księstwa Litewskiego w 1745, mianowany podczaszym litewskim w 1724 roku, starosta rohaczewski, olkienicki, oteśnicki, kowieński, dyrektor trockiego sejmiku przedsejmowego 1732 roku.
W 1733 roku był elektorem Stanisława Leszczyńskiego. Członek konfederacji generalnej Wielkiego Księstwa Litewskiego w 1734 roku. Walczył w szeregach konfederacji dzikowskiej. W 1745 roku był deputatem na Trybunał Główny Wielkiego Księstwa Litewskiego z województwa trockiego.
W 1746 roku odznaczony Orderem Orła Białego.
Pochowany został w kaplicy grobowej Pociejów w kościele dominikańskim Św. Ducha w Wilnie.